# Eppinger Straße 51 (Böckingen)

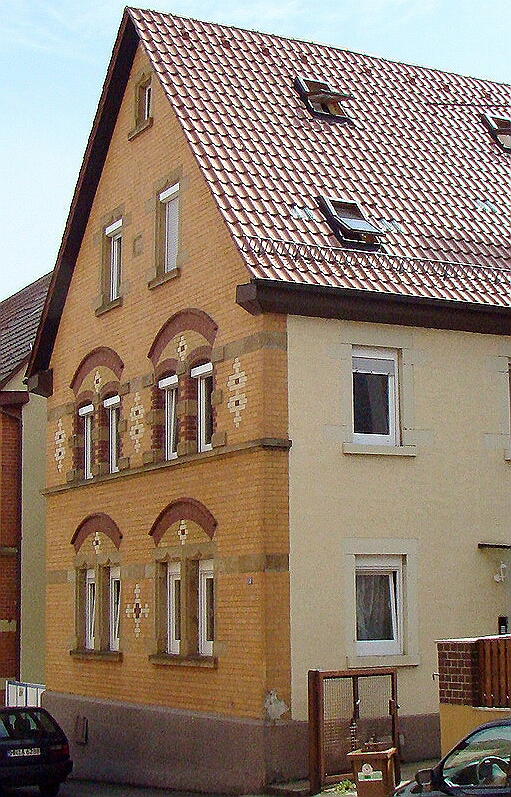
Wohnhaus in der Eppinger Str. 51 in Heilbronn-Böckingen

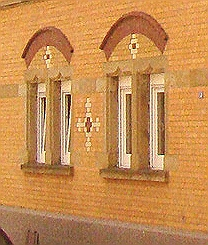
Fassadendetail im Erdgeschoss

Das Wohnhaus Eppinger Straße 51 im Heilbronner Stadtteil Böckingen wurde als privater Profanbau nach Plänen von Adolf Stegmüller im Jahre 1900 errichtet. Das Gebäude ist ein Kulturdenkmal.

## Beschreibung
Das Wohnhaus ist ein zweistöckiger, giebelständiger Sichtziegelbau. Die Fassade wird spiegelsymmetrisch durch Fensterachsen gegliedert.
- Erdgeschoss

Die Zwillingsfenster im Erdgeschoss haben reliefhafte Gewände aus Sandstein. Der Fenstersturz ist als Kielbogen bzw. Eselsrücken gestaltet. Die Zwillingsfenster sind durch einen gemeinsamen Segmentbogen aus farbig kontrastierendem Sichtziegelwerk als Fensterbekrönung zusammengefasst. Weitere horizontale Gesimse sind als Bänder in Sandstein dargestellt.
- Übergang Erdgeschoss zum Obergeschoss

Zwischen Erdgeschoss und Obergeschoss ist ein Stockwerkgesims durch ein profiliertes Gesims in Sandstein dargestellt.
- Obergeschoss

Die Zwillingsfenster im Obergeschoss bestehen aus Korbbögen-Fenstern. Diese sind durch einen gemeinsamen Segmentbogen aus farbig kontrastierendem Sichtziegelwerk als Fensterbekrönung zusammengefasst. Weiterhin zeigt das Fenstergewände Bossen aus Sandstein. Weitere horizontale Gesimse sind als Bänder in Sandstein dargestellt.
- Giebelgeschoss

Die Fenster im Giebelgeschoss haben ein Gewände aus Sandstein und jeweils einen Kielbogen bzw. einen Eselsrücken am Fenstersturz.

## Geschichte
Bauherr Stegmüller ließ in der Eppinger Straße sechs unmittelbar benachbarte Gebäude in dekorativer Sichtziegelbauweise errichten. Neben diesem Gebäude sind dies Nr. 47/49, Nr. 64, Nr. 66, Nr. 68 und Nr. 72.